# Libertad de panorama
La libertad de panorama es una disposición en las leyes de propiedad intelectual de diversos estados que permite tomar fotos o crear otras imágenes (por ejemplo, pinturas) de edificios y esculturas que están permanentemente ubicadas en sitios públicos sin infringir la ley de derecho de autor de esas obras y publicación de las imágenes. La libertad de panorama limita el derecho de los propietarios de las obras a emprender medidas legales por violación de derechos contra el fotógrafo o cualquier persona que distribuya la imagen resultante. Es una excepción a la regla general que el propietario tiene el derecho exclusivo para autorizar la creación y distribución de trabajos derivados.
El nombre de este concepto es una traducción de Panoramafreiheit, término utilizado en Alemania para dicha excepción en su legislación.

## Leyes alrededor del mundo
Muchos países tienen disposiciones similares que restringen el alcance de la ley de derecho de autor para permitir la toma de imágenes en sitios públicos o fotografiadas de sitios públicos. Otros países difieren ampliamente sobre la interpretación del principio.

### Europa

Mapa del estado de la libertad de panorama en los países europeos:
Sí, incluso para obras de arte
Solo para edificios
Solo para uso no comercial
No existe libertad de panorama.
Desconocido.

En la Unión Europea, la directriz 2001/29/EC da la posibilidad a sus miembros de incluir una cláusula similar a sus leyes de derecho de autor, pero no requiere de una reglamentación.
Panoramafreiheit está definido en el artículo 59 del Urheberrechtsgesetz Alemán, en el artículo 27 del Urheberrechtsgesetz Suizo, en la sección 62 del Derecho de Autor, Diseños y Patentes del Reino Unido de 1988, y existe en muchos otros países. 
También existen países Europeos (como Italia) donde no existe la libertad de imagen del todo. En Italia, a pesar de muchas protestas oficiales y una iniciativa nacional llevada por el abogado Guido Scorza y el periodista Luca Spinelli (quien dio a conocer esta carencia), la publicación de reproducciones fotográficas de sitios públicos aún está prohibida, de acuerdo con las antiguas leyes italianas de derecho de autor.
Algunos países, como Francia o Bélgica, no tienen este permiso global para crear imágenes en sitios público y permite imágenes con derecho de autor solo bajo cláusulas de “inclusión fortuita”.

### Estados Unidos
En los Estados Unidos, no existe una regla tan amplia; el único artículo parecido es el 17 USC 120(a), que exonera la creación de representaciones pictóricas de edificios de los derechos de autor del arquitecto.

### México
Según la Ley Federal del Derecho de Autor, en el Título VI del capítulo II; “De la limitación a los derechos patrimoniales”, el Artículo 148 cita:
«las obras literarias y artísticas ya divulgadas podrán utilizarse, siempre que no se afecte la explotación normal de la obra, sin autorización del titular del derecho patrimonial y sin remuneración, citando invariablemente la fuente y sin alterar la obra, sólo en los siguientes casos [...] VII. Reproducción, comunicación, y distribución por medio de dibujos, pinturas, fotografías, y procedimientos audiovisuales de las obras que sean visibles desde lugares públicos».

## Trabajos bidimensionales
La extensión exacta de este permiso para crear imágenes en sitios públicos sin tener que preocuparse por derechos de autor de las imágenes difiere entre países. En la mayoría de los países, solo se aplica a imágenes de trabajos tridimensionales que se encuentran permanentemente en un sitio público; “permanente” significa típicamente “por el tiempo de vida natural de la obra”. En Suiza, tanto el tomar y publicar imágenes de dos dimensiones como murales o grafitis está permitido, siempre que esas imágenes no sean utilizadas con el mismo propósito de los originales.

## Espacios públicos
Muchas leyes tienen diferencias muy sutiles en cuanto a sitios públicos y privados. Mientras que en Alemania el permiso aplica solo si ambos, el trabajo descrito y el fotógrafo, se encontraban en un sitio público cuando la imagen fue tomada, en Austria, la ubicación del fotógrafo es irrelevante. En muchos países de Europa Oriental, las leyes de derecho de autor limitan este permiso de uso de imagen solo para uso no comercial. También, existen diferencias internacionales en la definición de un “sitio público”. En la mayoría de los países, esto incluye solo espacios exteriores (por ejemplo, en Alemania) mientras algunos otros países también incluyen museos públicos (este es el caso del Reino Unido y en Rusia).

## Leyes antiterroristas
La tensión aumenta en países donde la libertad de imágenes en sitios públicos entra en conflicto con la legislación antiterrorista más reciente. En el Reino Unido, los poderes otorgados a la policía en virtud de la sección 44 de la Ley 2000 contra el terrorismo se ha utilizado en numerosas ocasiones para impedir que los fotógrafos, tanto profesionales como no profesionales, tomen fotos en sitios públicos. En esas circunstancias, a la policía se le exige demostrar que existe "sospecha razonable" de que el individuo es un terrorista.  Si bien la ley no prohíbe la fotografía, se critica la supuesta mala utilización de los poderes para impedir fotografías públicas legales. Casos notables han incluido la investigación de un niño de escuela, un miembro del Parlamento y un fotógrafo de la BBC.